# 国立天文台4次元デジタル宇宙プロジェクト
国立天文台4次元デジタル宇宙プロジェクト（こくりつてんもんだい4じげんデジタルうちゅうプロジェクト）とは日本の国立天文台によるプロジェクトのひとつ。宇宙や天文現象の様子を、空間3次元と時間の1次元、合計4つの次元のもとで可視化する事を目的とする。宇宙の構造を立体的（3次元）に表現するほか、138億年に及ぶ宇宙の変化し続ける姿を可視化することになるため、時間の1次元を加えたところにその名前の由来がある。
「4次元デジタル宇宙」を英訳すると4-Dimensional Digital Universeとなるので、その頭文字をとった上でDDをD2と記載して4D2Uプロジェクトと呼称される。またこの略称は英語の"4-D to you"に通じ、「4次元宇宙を貴方のために」という意味も込めている。
本プロジェクトの研究開発は、科学技術振興機構および文部科学省科学技術振興調整費産学官共同研究という競争的資金によって開始された。

## 目的
デジタル化された天体観測データやコンピュータの性能の高度化を背景に、天文学の最新の成果をわかりやすさと科学的な正確さを両立した映像表現で一般に伝えることと、現実的には得難い3次元の視点を研究者に提供することで研究の進展に役立てることの2つを目的としている。

## 取り組み
4D2Uプロジェクトの取り組みは、(1)立体映像投影システムの開発、(2)スーパーコンピューターを用いたシミュレーション天文学結果等の可視化映像の製作、(3)4次元デジタル宇宙ビューワMitakaの開発、に大別される。

### 立体映像投影システムの開発
まず初めに開発されたのは、135度の角度で接続された1.8m四方の正方形シルバースクリーン3面からなる投影システムであった。。 このシステムでは、3枚のスクリーンにそれぞれ2台のプロジェクターから、偏光フィルターを通して右目用と左目用の映像が投影される。観覧者は偏光めがねを着用して映像を見ることで、立体視が可能になる。
2007年には、直径10mの4D2Uドームシアターが完成し、4月28日から一般公開が行われた。ドームで
のインタラクティブな3D投影設備としては日本初、常設のインタラクティブ3Dドームシアターとしては開設当時世界で唯一のものであった。
2015年には、投影システムを変更してリニューアル公開した。新システムでは、立体視の方式としてアクティブシャッター方式が採用されている。1台のプロジェクタから右目用と左目用の映像が交互に120fpsの割合でドームにが投射される。観覧者はこれに同期させたシャッターを持つ立体めがねを使用して映像を見ることで、立体視が可能になる。

### シミュレーション研究結果等の可視化
シミュレーション天文学では、スーパーコンピューター等を利用することによって銀河の衝突、宇宙の大規模構造の進化、惑星の形成などを理論モデルに基づいて計算し、研究を行っている。この過程では膨大なデータが創出される。また、望遠鏡や探査機などによっても多くのデータがもたらされている。
4D2Uでは、これらのデジタルデータを、科学的な正確さを担保しつつわかりやすく可視化する取り組みを行っている。例えば、東京大学理学部及び教養学部にて開発されてきたGRAPEシリーズによるジャイアント・インパクト説の計算結果をもとにした「月の形成」や、国立天文台が運用するクレイXC30「アテルイ」による計算をもとにした「ダークマターハローの形成・進化（II．大規模構造の形成）ver.2」などが可視化され、映像が公開されている。また、探査機による観測成果としては、月探査機「かぐや」の観測成果を使った「KAGUYA's Moon」などが公開されている。
これらの映像は、インターネットを通じて公開されているほか、4D2Uドームシアターでの上映にも使われている。

### 4次元デジタル宇宙ビューワMitakaの開発
※詳細については、「Mitaka」を参照。
Mitakaは、望遠鏡等によって観測された太陽系、恒星、銀河データをもとにして作られたソフトウェアで、地球から宇宙の大規模構造までを移動してさまざまなスケールの宇宙を見ることができる。恒星の分布はヨーロッパ宇宙機関のヒッパルコスの観測データを、銀河の分布はスローン・デジタル・スカイ・サーベイの観測データを利用して描画している。
同様に星空や宇宙の構造を見ることができるソフトウェアとしては、NASAが配布しているNASA版の"Celestia"や、アストロアーツが販売している"Stella Navigator"や、カナダの"Starry Night"や、LinuxのKDEデスクトップに搭載されている、KStarsなどがある。
なお、このソフトを用いた解説は、NHK高校講座「理科総合」においても用いられている。

## コンテンツ公開
4D2Uが開発したコンテンツは、以下の場所で見ることができる。
- 日本国内
  - 国立天文台三鷹キャンパス
  - 奥州宇宙遊学館
  - やまがた天文台
  - 郡山市ふれあい科学館
  - ぐんま生涯学習センター・少年科学館
  - 群馬県立ぐんま天文台
  - つくばエキスポセンター
  - 埼玉県立総合教育センター
  - 科学技術館
  - 日本科学未来館
  - 黒部市吉田科学館
  - 金沢工業大学
  - 自然科学研究機構野辺山展示室
  - 倉敷科学センター
  - 岡山天文博物館
  - 美星天文台
  - 石垣島天文台
- 日本国外
  - ハワイ州イミロア天文学センター